# Arthrobacter agilis
Arthrobacter agilis (лат.) — вид бактерий семейства Micrococcaceae. Первоначально — единственный представитель рода микрококков, имеющий жгутик.
Микрококки вообще не обладают движением. Исключение из этого составляет Arthrobacter agilis (от лат. аgilis — движущийся), описанный в 1889 году.  Фридрих Лёффлер с помощью своего способа окраски открыл его жгутики, длина которых в 4—5 раз превышают диаметр самого микроорганизма.

## Реклассификация
Результаты фенотипических исследований, полученных с помощью анализа 16S рРНК показали, что штамм Micrococcus аgilis DSM 20550 менее тесно связан с типовым видом рода микрококков (Micrococcus luteus), чем с типовым видом рода Arthrobacter (Arthrobacter globiformis) и другими видами этого рода. Фенотипическое положение M. agilis в роду Arthrobacter подтверждается присутствием пептидогликана A3-альфа и наличием МК-9 (Н2) в качестве основного изопреноида, что также характерно для штаммов Arthrobacter. Несмотря на то, что морфологический жизненный цикл M. agilis до конца не изучен, было выдвинуто предложение переместить его в род Arthrobacter как Arthrobacter agilis (Ali-Cohen 1889) Koch et al. 1995.